# Torstorp öster
Torstorp öster är en bebyggelse i Torstorp i Grimetons socken i Varbergs kommun. SCB avgränsade bebyggelsen här mellan 1990 och 2010 till en småort och återigen från 2020.